# Yola mocquerysi
Yola mocquerysi is een keversoort uit de familie waterroofkevers (Dytiscidae). De wetenschappelijke naam van de soort is voor het eerst geldig gepubliceerd in 1894 door Régimbart.